# ProModern shakespired
proMODERN shakespired – album muzyczny polskiego sekstetu wokalnego proMODERN, wykonującego muzykę współczesną, wydany 8 grudnia 2017 przez Warner Music Poland. Do sonetów Williama Szekspira kompozycje napisali wybitni polscy twórcy. Płyta powstała dla uczczenia jubileuszu szekspirowskiego roku 2016 (400. rocznica śmierci angielskiego poety). Album zdobył dwa Fryderyki 2018 w kategoriach Album Roku - Muzyka Współczesna oraz Najwybitniejsze Nagranie Muzyki Polskiej.

## Lista utworów
1. Krzesimir Dębski – "Sonnet 1: From fairest creatures we desire increase" 02’28’’
2. Krzesimir Dębski - "Sonnet 2: When forty winters shall besiege thy brow" 04’13’’
3. Włodek Pawlik (arr. Andrzej Borzym jr.) – "Sonnet 33: Full many a glorious morning have I seen" 04’17’’
4. Krzysztof Herdzin – "Sonnet 18: Shall I compare thee to a summer's day?" 04’03’’
5. Krzysztof Herdzin - "Sonnet 25: Let those who are in favour with their stars" 03’50’’
6. Krzysztof Herdzin - "Sonnet 59: If there be nothing new, but that which is" 04’13’’
7. Tomasz Opałka – "Sonnet 128 "...lips to kiss..."" 05’09’’
8. Dariusz Przybylski – "Sonnet 20: A woman's face with Nature's own hand painted" 05’49’’
9. Maciej Zieliński – "Sonnet 73 "That Time of Year"" 08’26’’
10. Paweł Łukaszewski – "Sonnet 27 "Weary with toil"" 04’18’’
11. Paweł Łukaszewski - "Sonnet 60 "Like as the waves"" 04’30’’
12. Miłosz Bembinow – "Sonnet 129 "Th' expense of spirit"" - from "ShakeSpired" 02’21’’
13. Miłosz Bembinow - "Sonnet 144 "Two loves I have" - from "ShakeSpired"" 04’26’’
14. Miłosz Bembinow - "Sonnet 151 "Love is too young" - from "ShakeSpired"" 03’15’’
15. Philip Lawson – "Sonnet 104 "To me, fair friend"" 05’50’’
16. Andrzej Borzym jr - "Sonnet 57: Being your slave, what should I do but tend" 03’13’’
17. Andrzej Borzym jr - "Sonnet 41: Those petty wrongs that liberty commits" 03’05’’
18. Andrzej Borzym jr - "Sonnet 71: No longer mourn for me when I am dead" 03’11’’

Digital bonus tracks:
- 19. Aleksander Kościów – "Sonnet 139 “O, call not me...”" 06’32’’
- 20. Andrzej Borzym Jr - "Sonnet 139: O! call not me to justify the wrong" 04’39’’
- 21. Anna Ignatowicz-Glińska – "Sonnet 116: Let me not to the marriage of true minds" 11’36’’
- 22. Stanisław Moryto – "Sonnet 47: Betwixt mine eye and heart a league is took" 02’37’’